# O Querido Lilás
O Querido Lilás é um filme português realizado em 1987 por Artur Semedo.

## Elenco
- Herman José
- Rita Ribeiro
- Artur Semedo